# Acianthera saundersiana
Acianthera saundersiana är en orkidéart som först beskrevs av Heinrich Gustav Reichenbach, och fick sitt nu gällande namn av Alec M. Pridgeon och Mark W. Chase. Acianthera saundersiana ingår i släktet Acianthera och familjen orkidéer. Inga underarter finns listade i Catalogue of Life.
Bekräftade förekomster av arten är dokumenterade från norra och sydöstra Brasilien, Peru och Bolivia. Enligt lokalbefolkningen hittas denna orkidé även i Costa Rica, Colombia och Argentina. Acianthera saundersiana växer i bergstrakternas låga delar mellan 70 och 1480 meter över havet. Den lever vanligen på träd i skogar (epifyt) eller på marken i busksavanner.

## Bildgalleri

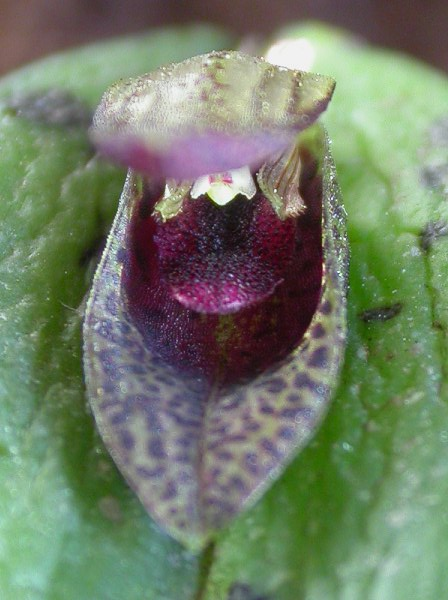
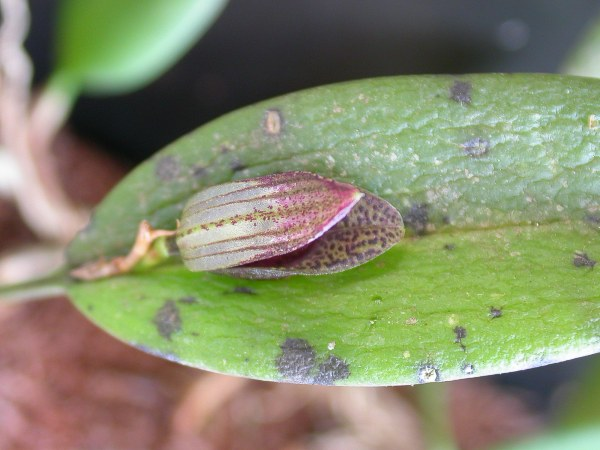
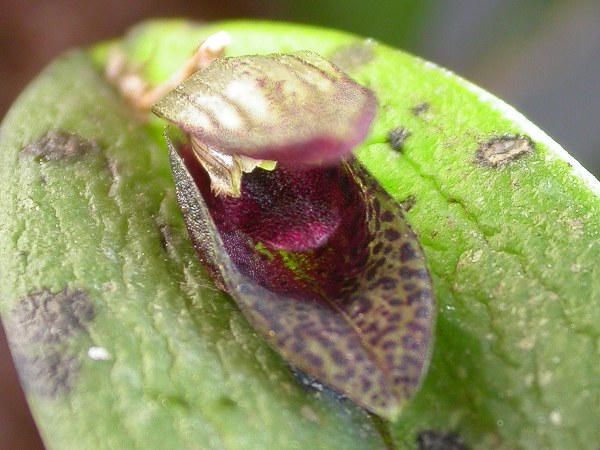
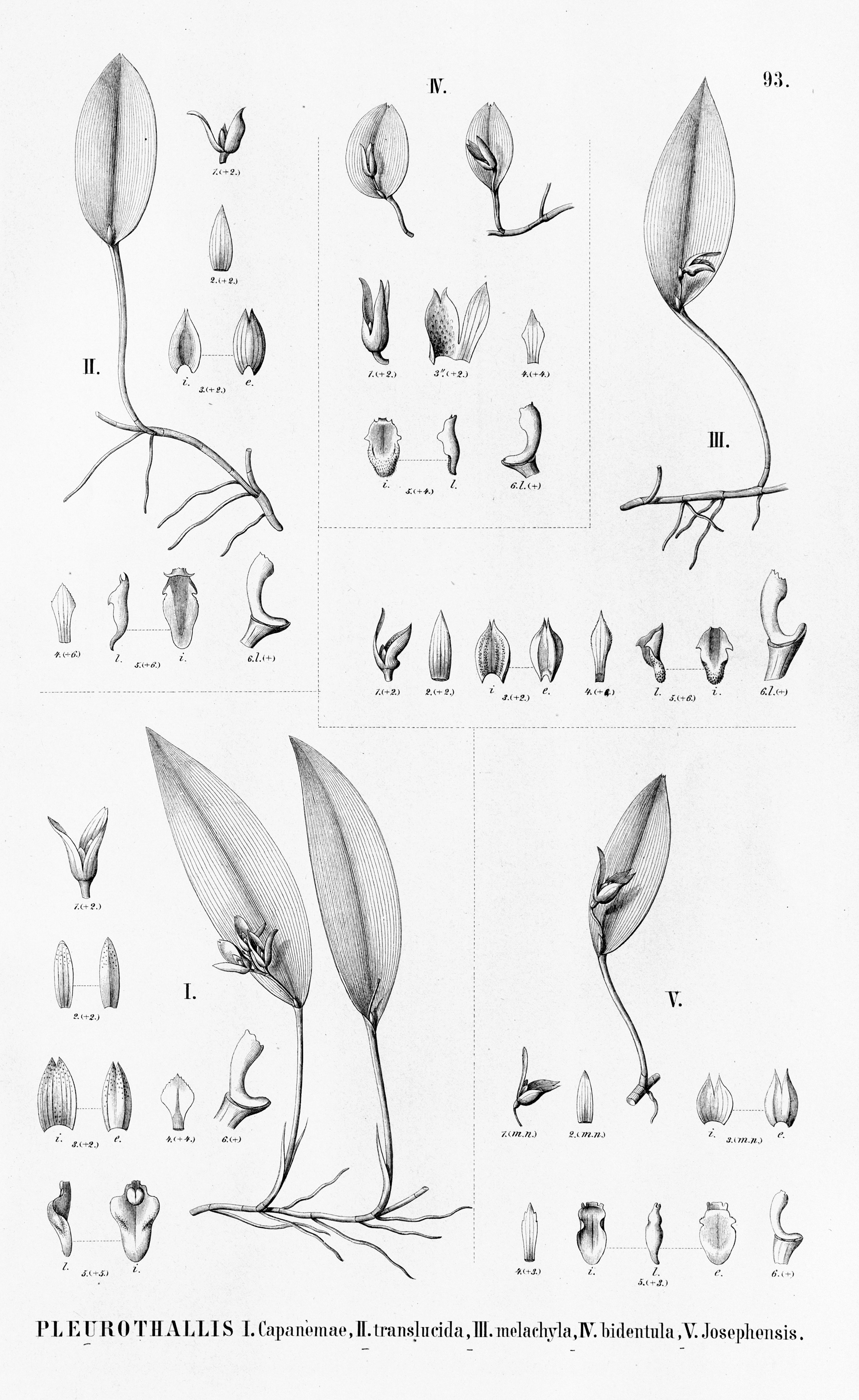
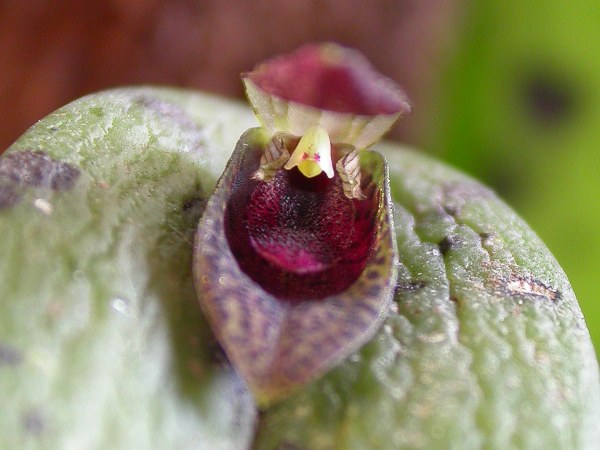
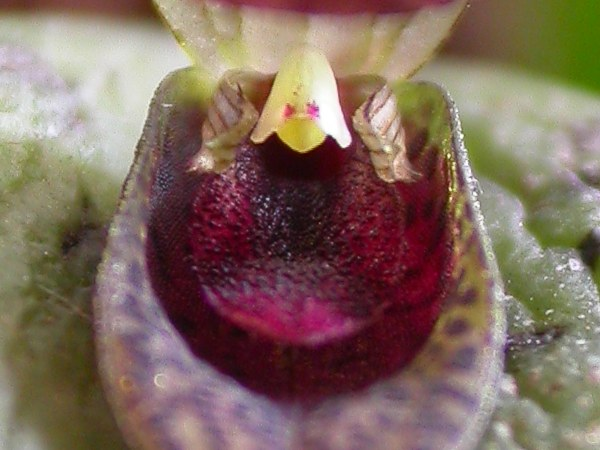